# Saint-Laurent-des-Mortiers
Saint-Laurent-des-Mortiers là một xã của tỉnh Mayenne, thuộc vùng Pays de la Loire, tây bắc nước Pháp.